# Aglaonike
Aglaonike (în limba greacă: Ἀγλαονίκη), cunoscută și ca Aganice din Thessalia, a fost o femeie din Grecia antică ce a trăit prin secolul al II-lea î.Hr., fiind considerată prima femeie astronom din această țară.
Numele acesteia este menționat în scrierile lui Plutarh, Apollonius din Rodos.
Deoarece avea capacitatea de a prezice apariția eclipselor de Lună, adesea a fost considerată o vrăjitoare ce ar face să dispară acest corp ceresc.